# Tournoi de tennis d'Andrézieux-Bouthéon
L'Engie Open d'Andrézieux-Bouthéon 42 (précédemment connu sous le nom Open GDF Suez 42) est un tournoi professionnel de tennis féminin situé à Andrézieux-Bouthéon (Loire) en France. Ce tournoi fait partie du circuit ITF et a une dotation de 60 000 $. Il se déroule chaque année en janvier au Tennis Club Andrézieux-Bouthéon sur dur en intérieur.
Entre 2001 et 2007, un tournoi masculin du circuit Challenger s'est déroulé à Andrézieux sous le nom de Challenger 42. Disputé fin février en salle sur surface dure, il est déplacé juste après l'Open d'Australie en 2005, puis organisé au mois d'octobre en 2007, avec une dotation de 125 000 $, avant de disparaître du calendrier 2008.

## Historique
L'édition 2021, qui se déroule du 25 au 31 janvier 2021 change d'organisateur et de direction puisque le club reprend à sa charge l'organisation du tournoi avec Pierre-Guillaume Cassé pour directeur à la place de Stéphanie Foretz.

## Palmarès féminin

### En simple
| Année | Dotation | Vainqueure            | Finaliste           | Score          |
| ----- | -------- | --------------------- | ------------------- | -------------- |
| 2011  | 25 000 $ | Mona Barthel          | Stephanie Vogt      | 6-3, 3-6, 6-4  |
| 2012  | 25 000 $ | Kristýna Plíšková     | Anna Remondina      | 6-2, 6-2       |
| 2013  | 25 000 $ | Alison Van Uytvanck   | Ana Vrljić          | 6-1, 6-4       |
| 2014  | 25 000 $ | Timea Bacsinszky      | Ysaline Bonaventure | 6-1, 6-1       |
| 2015  | 25 000 $ | Margarita Gasparyan   | Elitsa Kostova      | 6-4, 6-4       |
| 2016  | 50 000 $ | Stefanie Vögele       | An-Sophie Mestach   | 6-1, 6-2       |
| 2017  | 60 000 $ | Anett Kontaveit       | Ivana Jorović       | 6-4, 7-65      |
| 2018  | 60 000 $ | Georgina García Pérez | Arantxa Rus         | 6-2, 6-0       |
| 2019  | 60 000 $ | Rebecca Šramková      | Audrey Albié        | 6-2, 64-7, 6-2 |
| 2020  | 60 000 $ | Ysaline Bonaventure   | Arantxa Rus         | 6-4, 7-63      |
| 2021  | 60 000 $ | Harmony Tan           | Jaqueline Cristian  | 3-6, 6-2, 6-1  |
| 2022  | 60 000 $ | Ana Bogdan            | Anna Blinkova       | 7-5, 6-3       |
| 2023  | 60 000 $ | Océane Dodin          | Audrey Albié        | 3-6, 6-2, 7-5  |
| 2024  | 60 000 $ | Yuriko Lily Miyazaki  | Jessika Ponchet     | 3-6, 6-4, 6-1  |
| 2025  | 60 000 $ | Manon Leonard         | Elsa Jacquemot      | 1-6, 6-3, 6-4  |

### En double
| Année | Dotation | Vainqueurs                               | Finalistes                             | Score              |
| ----- | -------- | ---------------------------------------- | -------------------------------------- | ------------------ |
| 2011  | 25 000 $ | Darija Jurak Valeria Savinykh            | Kiki Bertens Richèl Hogenkamp          | 6-3, 7-60          |
| 2012  | 25 000 $ | Karolína Plíšková Kristýna Plíšková      | Julie Coin Eva Hrdinová                | 6-4, 4-6, [10-5]   |
| 2013  | 25 000 $ | Amra Sadiković Ana Vrljić                | Margarita Gasparyan Olga Savchuk       | 5-7, 7-5, [10-4]   |
| 2014  | 25 000 $ | Yuliya Beygelzimer Kateryna Kozlova      | Timea Bacsinszky Kristina Barrois      | 6-3, 3-6, [10-8]   |
| 2015  | 25 000 $ | Gioia Barbieri Jeļena Ostapenko          | Lesley Kerkhove Ana Vrljić             | 2-6, 7-64, [10-3]  |
| 2016  | 50 000 $ | Elise Mertens An-Sophie Mestach          | Viktorija Golubic Xenia Knoll          | 6-4, 3-6, [10-7]   |
| 2017  | 60 000 $ | Nicola Geuer Anna Zaja                   | Ana Bogdan Ioana Loredana Roșca        | 6-3, 2-2 ab.       |
| 2018  | 60 000 $ | Ysaline Bonaventure Bibiane Schoofs      | Camilla Rosatello Kimberley Zimmermann | 4-6, 7-5, [10-7]   |
| 2019  | 60 000 $ | Cornelia Lister Renata Voráčová          | Andreea Mitu Elena-Gabriela Ruse       | 6-1, 6-2           |
| 2020  | 60 000 $ | Jaqueline Cristian Elena-Gabriela Ruse   | Ekaterine Gorgodze Raluca Șerban       | 7-66, 64-7, [10-8] |
| 2021  | 60 000 $ | You Xiaodi Lu Jiajing                    | Paula Kania Katarina Zavatska          | 6-3, 6-4           |
| 2022  | 60 000 $ | Estelle Cascino Jessika Ponchet          | Alicia Barnett Olivia Nicholls         | 6-4, 6-1           |
| 2023  | 60 000 $ | Sofya Lansere Oksana Selekhmeteva        | Conny Perrin Iryna Shyimanovich        | 6-3, 6-0           |
| 2024  | 60 000 $ | Alevtina Ibragimova Ekaterina Ovcharenko | Emily Appleton Freya Christie          | 3-6, 6-3, [10-5]   |
| 2025  | 60 000 $ | Ayla Aksu Yuliya Hatouka                 | Conny Perrin Lian Tran                 | 6-3, 6-4, [14-12]  |

## Palmarès masculin

### En simple
| Année | Dotation  | Vainqueur        | Finaliste          | Score            |
| ----- | --------- | ---------------- | ------------------ | ---------------- |
| 2001  | 75 000 $  | Nenad Zimonjić   | Jan Hernych        | 7-65, 6-2        |
| 2002  | 75 000 $  | Julian Knowle    | Julien Varlet      | 6-2, 6-4         |
| 2003  | 100 000 $ | Thierry Ascione  | Karol Beck         | 6-4, 6-2         |
| 2004  | 100 000 $ | Julien Benneteau | Dick Norman        | 6-78, 7-65, 7-65 |
| 2005  | 100 000 $ | Thierry Ascione  | Stanislas Wawrinka | 6-1, 6-3         |
| 2006  | 100 000 $ | Gilles Elseneer  | Gilles Simon       | 4-6, 6-1, 6-4    |
| 2007  | 125 000 $ | Thierry Ascione  | José Acasuso       | 7-66, 2-6, 6-2   |

### En double
| Année | Dotation  | Vainqueurs                          | Finalistes                            | Score          |
| ----- | --------- | ----------------------------------- | ------------------------------------- | -------------- |
| 2001  | 75 000 $  | Julien Benneteau Nicolas Mahut      | Noam Behr Jonathan Erlich             | 6-3, 6-3       |
| 2002  | 75 000 $  | Julian Knowle Jürgen Melzer         | Aleksandar Kitinov Todd Perry         | 6-4, 65-7, 6-1 |
| 2003  | 100 000 $ | David Škoch Lovro Zovko             | Stephen Huss Jeff Tarango             | 7-64, 0-6, 6-3 |
| 2004  | 100 000 $ | Yves Allegro Jean-François Bachelot | Alexander Peya Rogier Wassen          | 6-4, 5-7, 6-4  |
| 2005  | 100 000 $ | Nicolas Thomann Alexander Waske     | Robert Lindstedt Jean-Claude Scherrer | 7-62, 7-64     |
| 2006  | 100 000 $ | Julien Benneteau Nicolas Mahut      | Grégory Carraz Anthony Dupuis         | 6-4, 6-4       |
| 2007  | 125 000 $ | Martín García Sebastián Prieto      | José Acasuso Diego Hartfield          | 6-3, 6-1       |